# María Angélica Berea
María Angélica Berea (Buenos Aires, 13 d'abril de 1914 - El Palomar (Buenos Aires) 5 de juliol de 1983) va ser una jugadora d'escacs argentina que tenia el títol de Mestra Internacional Femenina. Va ser campiona femenina de l'Argentina el 1951.
Amb el nom de casada de María Angélica Berea de Montero va participar en el Campionat del món d'escacs femení de 1939 a Buenos Aires (hi ocupà el 15è lloc).
Va jugar en diversos tornejos nacionals i sud-americans, guanyant el títol argentí el 1951.
Això la va permetre jugar al Torneig de Candidates de Moscou 1952 (on ocupà el penúltim lloc) i li va donar el títol de Mestra Internacional Femenina.
Més tard, divorciada, es va casar amb el també jugador d'escacs Francisco Benkö.